# Koruna slovenská
Koruna slovenská (Ks) byla na základě vládního nařízení ze dne 4. dubna 1939 č. 45/1939 Sl.z., o slovenskej mene, měna Slovenského státu (1939–1945).

## Měnová odluka
Již v dubnu 1939 přestala platit papírová platidla s nominálem od 100 Kč výše, pokud neměla přetisk „Slovenský štát“. Zbývající papírová platidla přestala platit do konce roku 1939. S výjimkou stříbrné dvacetikoruny z let 1933–1934 přestaly platit také československé mince.

## Mince
První slovenská mince, jež přišla do oběhu 26. července 1939, byla niklová pětikoruna (5 Ks) s hlavou Andreje Hlinky na averzu. Následovala soutěž a zkušební odrazky deseti a dvacetikorunových mincí, které však byly realizovány až v roce 1941. V den volby prvního slovenského prezidenta byla dána do oběhu stříbrná dvacetikorunová mince s portrétem Jozefa Tisa. V listopadu 1939 byl dán do oběhu desetihaléř s pohledem na Bratislavu ze středu Dunaje. Námětem dvacetihaléřové mince, která přišla do oběhu v květnu 1940, byl Nitranský hrad. V červenci 1940 byla vyhlášena soutěž na získání výtvarných návrhů padesátihaléře a koruny, vítězství si v obou případech připsali autoři z kremnické mincovny. Pětihaléřová mince byla rozeslána filiálkám Slovenské národní banky v lednu 1943.
V průběhu roku 1942 se z oběhu začaly ve velkém vytrácet mince v hodnotě 10 a 20 haléřů, jež byly vyrobeny ze slitiny mědi a zinku, neboť je některé průmyslové podniky stahovaly a přetavovaly pro jiné průmyslové výrobky. Nové hliníkové dvacetihaléře byly vyraženy v lednu 1943. Vlivem problémů s dodávkami náhradního kovu byly desetihaléřové mince z jiného kovu vyraženy jen ve zkušebních odrazcích. Kvůli nedostatku kovů na ražbu drobných mincí souhlasilo ministerstvo financí ve druhé polovině roku 1943 také s ražbou hliníkových padesátihaléřů. Nedostatek mincovních kovů byl také důvodem, proč nebyla vydána již připravená dvoukoruna se zemědělským námětem.
Zatímco se drobné mince potýkaly s nedostatkem kovů, v případě mincí vyšších hodnot se ani na konci války nešetřilo stříbrem. Guvernér Slovenské národní banky Imrich Karvaš se rozhodl zabránit případnému zcizení drahých kovů do Třetí říše jejich využitím při ražbě mincí. Kromě stříbrné dvacetikoruny vyražené u příležitosti volby prvního slovenského prezidenta, byla v roce 1941 vydána dvacetikoruna s námětem Cyrila a Metoděje a ve stejném roce byla připravena také desetikoruna s knížetem Pribinou, která byla nakonec ražena až v roce 1944, kdy byla ražena také pamětní padesátikoruna. Padesátikoruna z roku 1944 s portrétem Jozefa Tisa a upomínající páté výročí Slovenského štátu, které měla být vydána původně jako stokoruna, byla ražena v období od března do července 1944.
| Nominál                | Vyobrazení | Autoři                                | Mincovní kov            | Průměr  | Hmotnost | Platnost  |
| ---------------------- | ---------- | ------------------------------------- | ----------------------- | ------- | -------- | --------- |
| 5 h (Pětihaléř)        |            | Anton Hám, Štefan Grosch              | Zinek                   | 14 mm   | 0,94 g   | 1942–1947 |
| 10 h (Desetihaléř)     |            | Anton Hám, Andrej Peter               | Mosaz – CuZn (92+8)     | 16 mm   | 1,66 g   | 1939–1947 |
| 20 h (Dvacetihaléř)    |            | Anton Hám, Andrej Peter               | Mosaz – CuZn (92+8)     | 18,5 mm | 2,5 g    | 1940–1943 |
| 20 h (Dvacetihaléř)    |            | Anton Hám, Andrej Peter               | Hliník                  | 18,5 mm | 0,65 g   | 1942–1948 |
| 50 h (Padesátihaléř)   |            | Gejza Angyal, Anton Hám, Andrej Peter | Mědinikl – CuNi (80+20) | 20 mm   | 3,33 g   | 1941–1948 |
| 50 h (Padesátihaléř)   |            | Gejza Angyal, Anton Hám, Andrej Peter | Hliník                  | 20 mm   | 0,967 g  | 1943–1948 |
| 1 Ks (Koruna)          |            | Gejza Angyal, Anton Hám, Andrej Peter | Mědinikl – CuNi (80+20) | 22 mm   | 5 g      | 1940–1947 |
| 5 Ks (Pětikoruna)      |            | Anton Hám, Andrej Peter               | Nikl                    | 27 mm   | 8 g      | 1939–1947 |
| 10 Ks (Desetikoruna)   |            | Ladislav Majerský                     | Stříbro (500/1000)      | 29 mm   | 7 g      | 1944–1947 |
| 20 Ks (Dvacetikoruna)  |            | Anton Hám, Andrej Peter               | Stříbro (500/1000)      | 31 mm   | 15 g     | 1939–1947 |
| 20 Ks (Dvacetikoruna)  |            | Fraňo Štefunko                        | Stříbro (500/1000)      | 31 mm   | 15 g     | 1941–1947 |
| 50 Ks (Padesátikoruna) |            | Anton Hám, Andrej Peter               | Stříbro (700/1000)      | 34 mm   | 16,5 g   | 1944–1947 |

## Bankovky
První slovenská bankovka v hodnotě deset korun s portrétem Andreje Hlinky byla dána do oběhu 23. října 1939. Následovala ji bankovka se stejnou osobou na líci v hodnotě dvacet korun, dívenku na rubu ale vystřídala mohyla Milana Rastislava Štefánika. V říjnu 1940 byla vydána stokoruna s vyobrazením vládce nitranského knížectví Pribiny a padesátikoruna s Oravským hradem. V listopadu 1940 následovala tisícikoruna s vyobrazením legendy o třech prutech Svatoplukových. V červenci 1941 je vydána pětisetkoruna se slovenským národním hrdinou Jánošíkem. V září 1942 je vydána nová dvacetikoruna s básníkem Jánem Hollým a v červenci 1943 také nová desetikoruna s národním buditelem Štúrem. V únoru 1945 je vydána poslední státovka, a to pětikoruna s neutrálním vyobrazením dívenky.
V prosinci 1944 byly k vydání připraveny pětitisícikoruna a v důsledku nedostatku stokorun také nová stokoruna. Absence stokorun však byla nakonec vyřešena vydáním druhé emise původní varianty, nová verze byla se změnami použita pro poválečnou poukázku v hodnotě 2000 K platnou jen na Slovensku. V roce 1945 byla připravena také jednokorunová bankovka, jejíž náklad byl na sklonku války s výjimkou jediného exempláře zlikvidován.

### Vydaná platidla
| Nominál | Líc           | Rub                                      | Autor                                                                    | Rozměr         | Platnost  |
| ------- | ------------- | ---------------------------------------- | ------------------------------------------------------------------------ | -------------- | --------- |
| 5 Ks    | Hlava dívky   | Velká číslice 5 a slovní uvedení hodnoty | Jozef Vlček                                                              | 122 mm × 59 mm | 1945      |
| 10 Ks   | Andrej Hlinka | Dívka                                    | Bedřich Fojtášek, B. Pavelka                                             | 142 mm × 72 mm | 1939–1945 |
| 10 Ks   | Ľudovít Štúr  | Zátiší                                   | Jozef Vlček, portrét: Jozef Božetech Klemens, zátiší: Martin Benka       | 131 mm × 62 mm | 1944–1945 |
| 20 Ks   | Andrej Hlinka | mohyla M. R. Štefánika na Bradle         | Jindra Schmidt, Bedřich Fojtášek                                         | 153 mm × 76 mm | 1939–1945 |
| 20 Ks   | Ján Hollý     | Zátiší                                   | Jozef Vlček, zátiší: Martin Benka                                        | 139 mm × 67 mm | 1943–1945 |
| 50 Ks   | Dvě dívky     | Oravský hrad                             | Aurel Kailich                                                            | 127 mm × 67 mm | 1941–1945 |
| 100 Ks  | Pribina       | Postava se štítem se státním znakem      | Štefan Bednár                                                            | 127 mm × 73 mm | 1941–1945 |
| 100 Ks  | Pribina       | Postava se štítem se státním znakem      | Štefan Bednár                                                            | 127 mm × 73 mm | 1945      |
| 500 Ks  | Juraj Jánošík | Vysoké Tatry                             | Aurel Kailich, rytina: Ladislav Jirka, grafický přepis: Bedřich Fojtášek | 175 mm × 85 mm | 1944–1945 |
| 1000 Ks | Svatopluk     | Znak                                     | Štefan Bednár, Jindra Schmidt                                            | 192 mm × 90 mm | 1942–1945 |

### Nevydaná platidla
| Nominál | Líc           | Rub                   | Autor                               | Rozměr         | Připraveno    |
| ------- | ------------- | --------------------- | ----------------------------------- | -------------- | ------------- |
| 1 Ks    | Číslice, znak | Číslice, silueta muže | Jozef Vlček                         | 110 mm × 59 mm | 1945          |
| 100 Ks  | Zátiší, znak  | Číslice               | Jozef Vlček, Martin Benka           | 130 mm × 73 mm | 1944          |
| 5000 Ks | kníže Mojmír  | Znak                  | líc: Jozef Vlček rub: Ľudovít Fulla | 203 mm × 96 mm | prosinec 1944 |

## Poválečný návrat kekoruně československé
Na základě dekretu presidenta republiky ze dne 19. října 1945 č. 91/1945 Sb., o obnovení československé měny, byla Ks nahrazena korunou československou (Kčs) v poměru 1:1. Na základě tohoto dekretu dosavadní papírové peníze (bankovky, státovky, poukázky, drobné peníze papírové) přestaly být od 1. listopadu 1945 zákonným platidlem. V hotovosti bylo možné směnit jen 500 Kčs, zbytek musel být uložen na vázaný vklad. Jakmile se po válce podařilo obnovit výrobní zařízení kremnické mincovny, byla zahájena ražba nových československých mincí a z oběhu začaly přednostně mizet právě slovenské a (s výjimkami) prvorepublikové mince.